# Klabböle
Klabböle is een plaats in de gemeente Umeå in het landschap Västerbotten en de provincie Västerbottens län in Zweden. De plaats heeft 56 inwoners (2005) en een oppervlakte van 13 hectare. De plaats ligt aan de rivier de Ume älv en ligt op ongeveer vijf kilometer van het stadscentrum van Umeå.